# Stela Cheptea
Stela Cheptea (née le 21 décembre 1942 à Suceava) est une historienne roumaine, spécialiste en archéologie médiévale. Depuis plus de 40 ans, elle exerce une activité de recherche et est actuellement directrice du Centre d'histoire et civilisation européenne de l'Académie roumaine. Elle a reçu un certain nombre de récompenses, et deux de ses ouvrages ont été couronnés par l'Académie roumaine (en 1984 et 1994).

## Recherches archéologiques
Stela Cheptea a mené des recherches archéologiques à Iași, Baia, Hârlău, Cotnari, etc.
En 2001, elle mène les recherches archéologiques à la Cour princière de Hârlău. Les fouilles archéologiques réalisées à l'église Sf. Gheorghe à Hârlău en 2001, ont conduit à la découverte sous la nef de l'église actuelle, des fondations et des ruines de l'ancienne église : l'une datant de la deuxième moitié du XIVe siècle et la seconde construite probablement du temps d'Alexandre le Bon (1400-1432).
En juin 2007,  Stela Cheptea supervise l'exhumation des reliques du métropolite Varlaam Moţoc de Moldova, de la tombe du monastère Secu.
En 2007, elle dirige les recherches archéologiques dans la zone centrale d'Iasi, où des ruines des bâtiments ont été découvertes. Le bâtiment le plus ancien découvert date du XVIIe siècle.
Depuis 2008, après le début des travaux de consolidation et de restauration du palais de la culture de Iași, elle dirige l'équipe d'archéologues qui ont effectué des fouilles dans la région de l'ancienne Cour royale. En août 2010, elle annonce avoir découvert, sur le lieu où a été construit le complexe de Palas, des fondations de 28 anciens logements, dont trois du XVe siècle, quatre du XVIe siècle et une vingtaine du XVIIIe siècle.
En mars 2011, dans le domaine de l'aile est du Palais de la Culture, a été découverte une nécropole datant du XIVe siècle, donc antérieure à la construction de la Cour royale, par Alexandre le Bon (1400-1432). Le nombre de personnes enterrées étant supérieur à dix, la nécropole aurait fonctionné plus de temps. De même, l'orientation des tombes sur l'axe est-ouest, incite à croire que les morts étaient chrétiens. « Je n'ai pas trouvé du matériel numismatique ou de la céramique, qui pourraient permettre de dater les tombes, ni des traces de mortier, autrement dit la nécropole est antérieure à toute maçonnerie », déclare Stela Cheptea.

## Quelques publications
- Orașul medieval Baia în secolele XIV-XVII. Cercetările arheologice din anii 1967-1976, vol. I, Iasi, Ed. Junimea, 1980, 288 p. - en collaboration avec Eugenia Neamțu și Vasile Neamțu.
- Orașul medieval Baia în secolele XIV-XVII. Cercetările arheologice din anii 1977-1980, vol. II, Iasi, Ed. Junimea, 1984), 288 p. - en collaboration avec Eugenia Neamțu și Vasile Neamțu.
- Inscripții ebraice, Centrul de Istorie și Civilizație Europeană, Iași, 1994, XXIV + 137 p. - en collaboration avec I. Kara
- Un oraș medieval. Hârlău (thèse de doctorat), Iasi, Ed. Dosoftei, 2000, 291 p.
- Biserica „Sfântul Gheorghe” și Curtea Domnească Hârlău, Iasi, Ed. Golia, 2004, 95 p.